# راسل مولكاهي
راسل مولكاهي (بالإنجليزية: Russell Mulcahy)‏ (مواليد 23 يونيو 1953) هو مخرج أفلام أسترالي. يمكن التعرف على عمل مولكاهي من خلال استخدام القطع السريعة واللقطات الزاحفة واستخدام الأضواء المتوهجة وإضاءة نيو-نوار والستائر التي تذروها الرياح والمراوح.  قام بإخراج مقاطع فيديو موسيقية في الثمانينيات، وعمل في التلفزيون منذ أوائل التسعينيات وأخرج أفلام رازورباك (1984) وساكن الجبال (1986) وريزدنت إيفل: الانقراض (2007).

## وصلات خارجية
- راسل مولكاهي على موقع IMDb (الإنجليزية)
- راسل مولكاهي على موقع ألو سيني (الفرنسية)
- راسل مولكاهي على موقع ميوزك برينز (الإنجليزية)
- راسل مولكاهي على موقع تيرنر كلاسيك موفيز (الإنجليزية)
- راسل مولكاهي على موقع أول موفي (الإنجليزية)
- راسل مولكاهي على موقع قاعدة بيانات الأفلام السويدية (السويدية)
- راسل مولكاهي على موقع إن إن دي بي (الإنجليزية)
- راسل مولكاهي على موقع ديسكوغز (الإنجليزية)
- راسل مولكاهي على موقع قاعدة بيانات الفيلم (الإنجليزية)
- راسل مولكاهي على موقع كينوبويسك (الروسية)